# Tommy Turrentine
Tommy Turrentine (22. dubna 1928 – 15. května 1997) byl americký jazzový trumpetista. Jeho bratrem byl saxofonista Stanley Turrentine, s nímž často spolupracoval. Svou kariéru zahájil v polovině čtyřicátých let, v roce 1946 hrál například s Bennym Carterem. Během své kariéry spolupracoval s mnoha dalšími hudebníky, mezi něž patří například Archie Shepp, Sun Ra, Max Roach, Jackie McLean a Dexter Gordon. Jediné vlastní album vydal v roce 1960.